# Bothus swio
Bothus swio är en fiskart som beskrevs av Hensley, 1997. Bothus swio ingår i släktet Bothus och familjen tungevarsfiskar. Inga underarter finns listade.